# The Christmas Tree Ship
The Christmas Tree Ship — другий мініальбом уельського гурту I Like Trains, який був випущений 24 листопада 2008 року.

## Композиції
1. The Christmas Tree Ship — 2:47
2. South Shore — 5:13
3. Two Brothers — 3:45
4. Three Sisters — 4:28
5. Friday, Everybody Goodbye — 5:58

## Учасники запису
- Девід Мартін — вокал, гітара
- Гай Баністер — гітара, клавіші
- Алістер Боуіс — бас
- Саймон Фагол — ударні